# Conyzinae
Conyzinae es una subtribu perteneciente a la subfamilia Asteroideae dentro de las asteráceas.

## Descripción
Las especies de esta subtribu tiene un ciclo biológico anual, bienal o perenne y son herbáceas, arbustos, matorrales y árboles en algunos casos. Lo normal es llegar a hasta una altura de 100 cm (máximo de 3,5 m). La parte subterránea del tallo puede ser una raíz principal o un rizoma leñoso, también con fibrosas raíces secundarias. En general  los rizomas de Apopyros son tuberosos (a veces leñosos). Los tallos son erectos,  ascendentes o postrados; pueden ser simples o ramificados (muy ramificados en Conyza ramosissima Cronquist ) El indumento es sin pelo, peludo (incluso rastrojo como Conyza o suave como en Aphanostephus ) o glandular.  Las hojas se dividen en basales y caulinas. Las basales pueden ser persistentes o no florecer. Las hojas a lo largo del vástago están dispuestas de una manera alterna, son sésiles o pecioladas con 1 a 3 nervios superficiales, lámina entera o dentada (tipo pinnatifida ). La superficie puede ser glabra, o peluda (también con tricomas glandulares). El contorno (forma) de la lámina es lineal, lanceolada, oblanceolada o espatulada. Los bordes son continuos o dentados posiblemente hacia el ápice. Las hojas en Darwiniothamnus son mucronadas. El borde de la caulinas son progresivamente más estrechas y lineales. Las inflorescencias solitarias (como en Neja ) o corimbosa o paniculada (en forma de mazorca) o tipo tirsoide (en Apopyros ) se componen de cabezas que consisten en un pedúnculo que soporta una carcasa compuesta de diferentes escalas que sirven como protección el receptáculo en el que se encuentran dos tipos de flores: las flores externas liguladas, y las flores internas túbulares. Las frutas son aquenios con vilanos.

## Distribución
Las especies de este grupo en su mayoría se encuentran en el continente americano con dos géneros también euroasiáticos.

## Géneros
La subtribu comprende 8 géneros con unas 500 especies.
- Aphanostephus DC., 1836 (4 spp.)
- Apopyros G.L. Nesom, 1994 (2 spp.)
- Conyza Less., 1832 (ca.  60 – 100 spp.)
- Darwiniothamnus Harling, 1962 (2 spp.)
- Erigeron L., 1753  (ca. 400 spp.)
- Hysterionica Willd., 1807 (7 spp.)
- Leptostelma D. Don in Sweet, 1830 (5 spp.)
- Neja D. Don in Sweet, 1830 (ca. 6 spp.)

## Galería con algunas especies

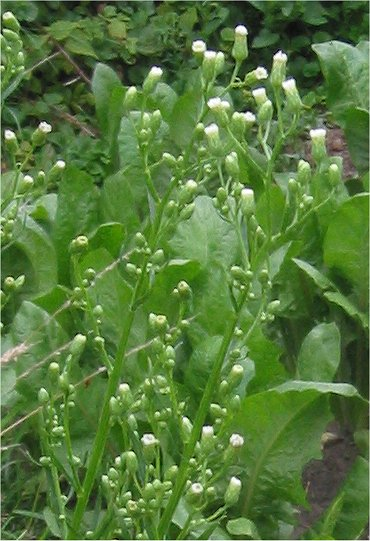
Conyza canadensis
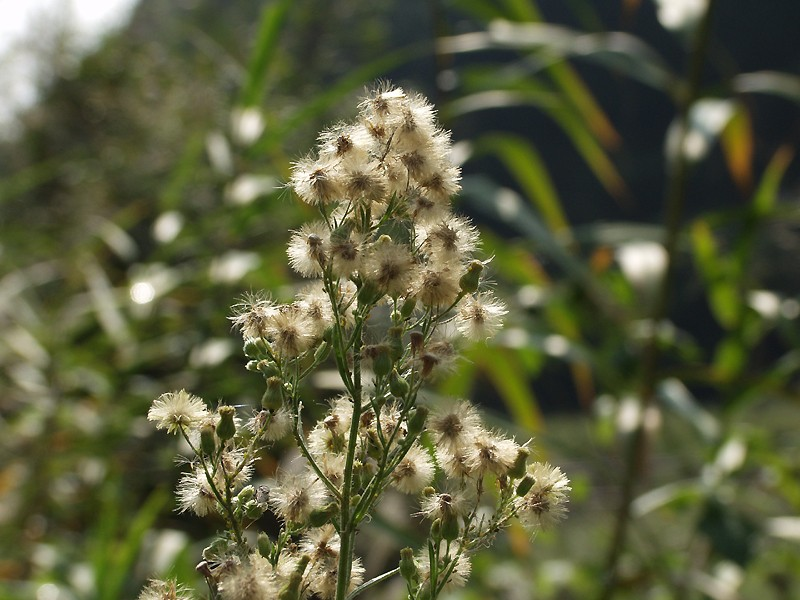
Conyza sumatrensis
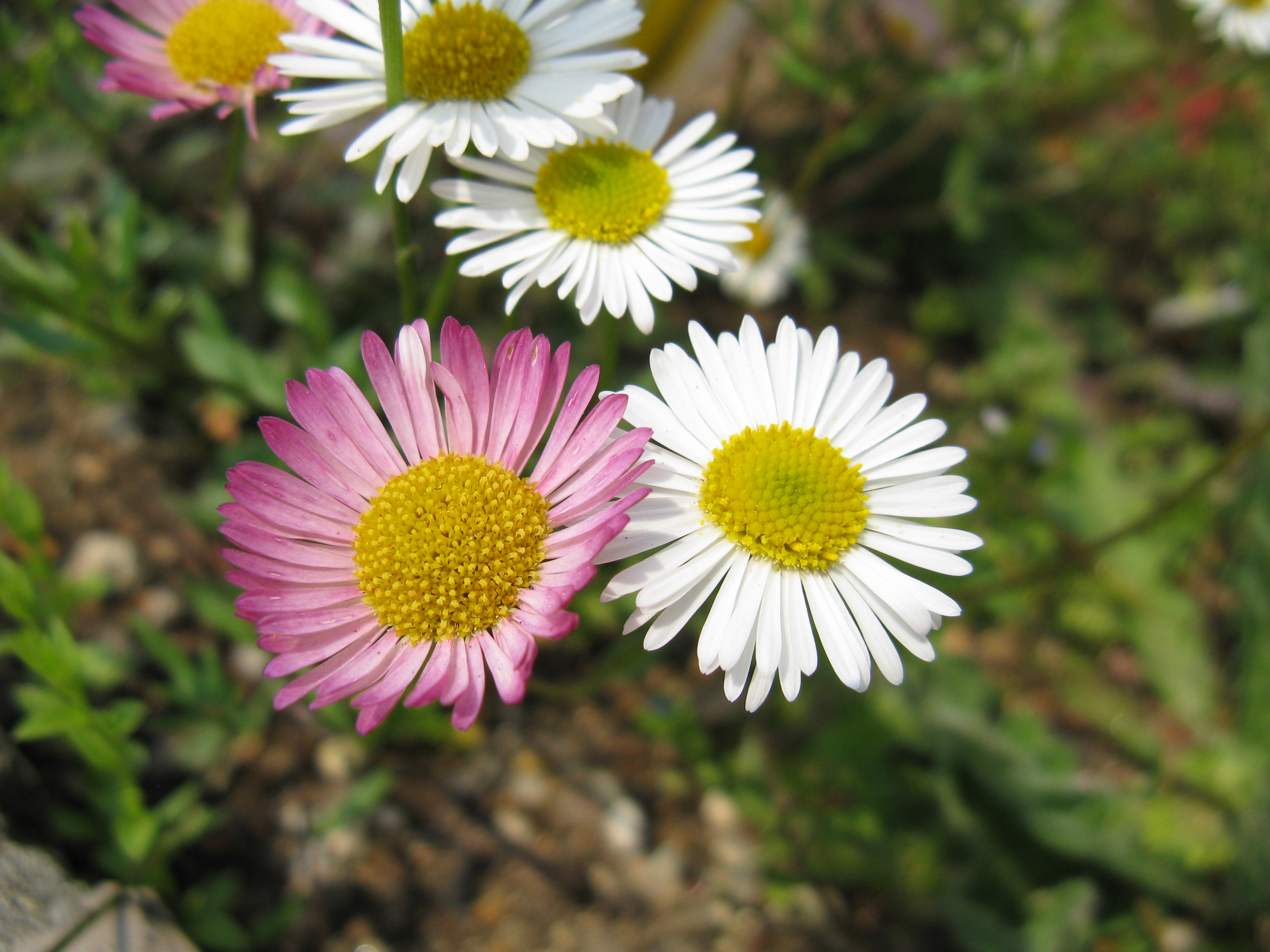
Erigeron karvinskianus
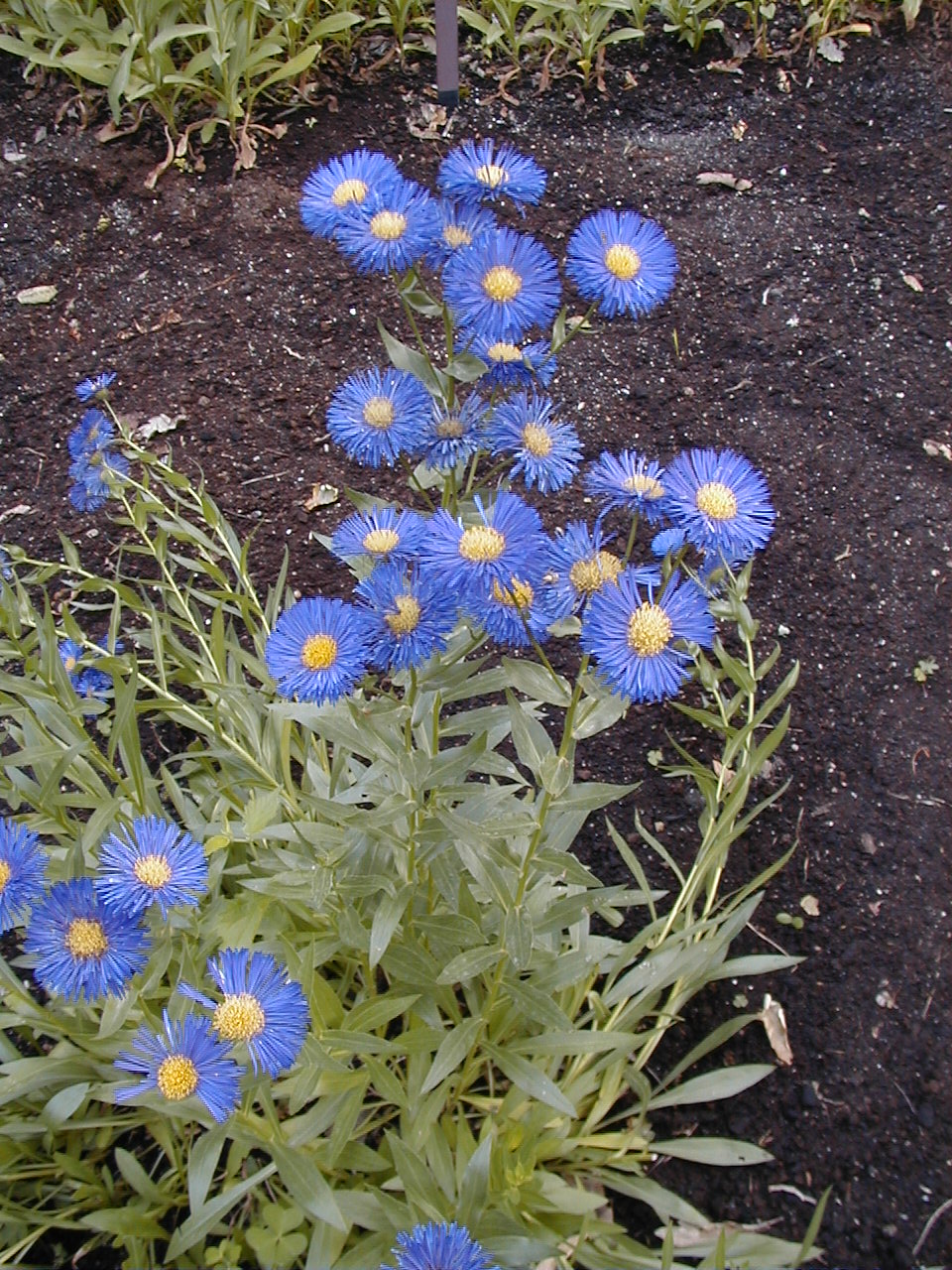
Erigeron speciosus